# Et vous, et vous, et vous
Albums de Jacques Dutronc
L'Intégrale des EP Vogue
(2009) -
Et vous, et vous, et vous est un album live du chanteur français Jacques Dutronc, sorti en 2010 sur le label Sony Music.

## Liste des pistes
| No  | Titre                                                  | Durée |
| --- | ------------------------------------------------------ | ----- |
| 1.  | Intro                                                  | 01:24 |
| 2.  | Et moi, et moi, et moi                                 | 03:49 |
| 3.  | On nous cache tout, on nous dit rien                   | 03:25 |
| 4.  | Comment elles dorment                                  | 03:49 |
| 5.  | La Fille du Père Noël                                  | 03:33 |
| 6.  | L'Opportuniste                                         | 03:25 |
| 7.  | Gentleman cambrioleur                                  | 04:23 |
| 8.  | L'Hymne à l'amour (moi l'nœud)                         | 04:31 |
| 9.  | Le Plus Difficile                                      | 03:07 |
| 10. | Tous les goûts sont dans ma nature (avec Étienne Daho) | 03:40 |
| 11. | J'aime les filles                                      | 03:32 |
| 12. | Les Play-boys                                          | 03:32 |
| 13. | Fais pas ci, fais pas ça                               | 04:13 |
| 14. | Madame l'existence                                     | 04:13 |
| 15. | Les Cactus                                             | 04:50 |
| 16. | Le Petit Jardin (avec Vanessa Paradis)                 | 04:07 |
| 17. | Il est cinq heures, Paris s'éveille                    | 03:21 |
| 18. | Merde in France (Cacapoum)                             | 05:06 |